# Calliotectinae
Calliotectinae is een onderfamilie van weekdieren uit de klasse van de Gastropoda (slakken).

## Geslachten
- Calliotectum Dall, 1890
- Fusivoluta Martens, 1902
- Neptuneopsis Sowerby III, 1898